# Jakob Thomasius
Jakob Thomasius (Leipzig, 27 de agosto de 1622 — Leipzig, 9 de setembro de 1684) foi um filósofo e jurisconsulto alemão.
É atualmente reconhecido como fundamentalmente importante na fundação do estudo acadêmico da história da filosofia. Suas visões foram ecléticas, e foram continuadas por seu filho Christian Thomasius.

## Academia
Thomasius foi fundamental na influência do realinhamento contemporâneo da filosofia como disciplina.
Foi professor de Gottfried Leibniz na Universidade de Leipzig, onde Thomasius foi professor de retórica e filosofia moral, permanecendo seu amigo e correspondente, e foi descrito como mentor de Leibniz.

## Obras
- Philosophia practica (1661)
- Schediasma historicum (1665)
- De foeminarum eruditione (1671) with Johannes Sauerbrei and Jacobus Smalcius
- Praefationes sub auspicia disputationum suarum (1681)
- Dissertationes ad stoicae philosophiae (1682)
- Orationes (1683)